# Los médicos de hoy 2
Los médicos de hoy 2 fue una telenovela Argentina emitida por Canal Trece en el año 2001.

## Sinopsis
La historia se centra en dos hermanos médicos : Ignacio (Jorge Marrale) y Lucía (Luisa Kuliok) quienes provienen de una familia humilde pero que con gran esfuerzo llegaron a ser profesionales exitosos. Para ellos, su profesión, es lo que los define como personas, como ideología, les da identidad, en definitiva, es lo único que nunca resignarían.
El destino les marcó un mismo camino. Ambos afrontaron en un momento de sus vidas la muerte de sus parejas y ambos volverán a encontrar el amor cuando conozcan a Nicolás (Diego Ramos) y Priscila (Eleonora Wexler). Pero estas relaciones serán prohibidas tanto para Ignacio como para Lucía porque de llevarlas adelante puede derrumbarse todo el mundo que han construido. Junto a ellos, fuertes historias sobre la vida de los médicos, residentes , enfermeras, pacientes y las situaciones que viven tres sectores sociales muy diferentes ( clase baja, clase media, que lucha por mantener lo que tiene, y clase media más acomodada). El hospital es un mundo que refleja el contraste permanente entre la vida y la muerte, las risas y las lágrimas, la desesperación y las esperanzas.

## Elenco
- Luisa Kuliok como Lucía Guerrico.
- Jorge Marrale como Ignacio Morel.
- Diego Ramos como Nicolás Hernández.
- Eleonora Wexler como Priscila Peralta.
- Luisina Brando como Chela Fernández.
- Mónica Galán como Alejandra.
- Horacio Peña como Víctor.
- Julieta Cardinali como Noelia.
- Pepe Monje como Chapa.
- Mariano Bertolini como Darío.
- María Ibarreta como Mercedes.
- Pablo Brichta como Manuel.
- Jorge García Marino como Bernie.
- Florencia Ortiz como Veronica.
- Claudia de la Calle como Natalia.
- Celeste Pisapia como Belén.
- Juan Gil Navarro como Daniel.
- Esteban Pérez como Sebastián.
- Katja Alemann
- Hilda Bernard
- Harry Havilio
- Roberto Ibánez
- Mónica Villa

## Enlaces
- Los médicos de hoy 2 en Internet Movie Database

- Datos: Q28663805